# Antependium

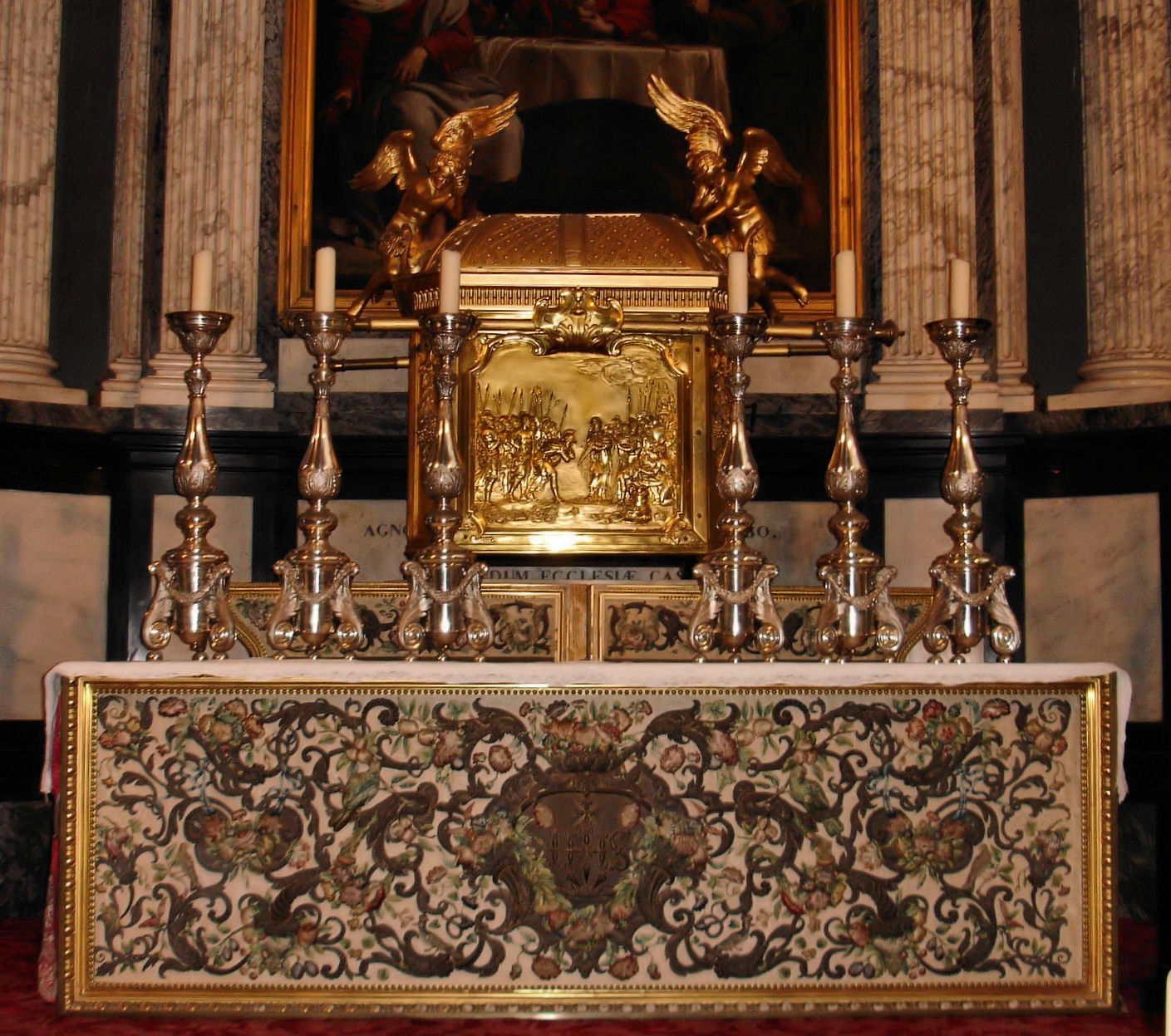
Az antwerpeni székesegyház egyik oltára

Az antependium (antependile, pallium, vestis altaris; latin: „előfüggöny”) az oltár törzsét takaró lepel („oltárelő”), melyet a menza szélén rögzítenek.

## Története
Keleten a 4., nyugaton a 8. század óta használatos. Kezdetben az oltár mind a négy, de legalább három oldalát fedte, a 9. századtól csak a hívek felé néző oldalt. A katolikus egyházban használata 1570–1969 között kötelező volt, és színének egyeznie kellett a nap liturgikus színével.

## Anyaga, díszítményei
Anyaga vászon vagy selyem, ritkán fém vagy bőr. A szövetből készült antependiumot többnyire hímzéssel díszítik, de előfordul, hogy festik, és van gobelin is. A 18. századból festett, préselt és aranyozott bőr antependiumokat is ismerünk. A 8. századtól készítenek fém antependiumokat aranyból és ezüstből, illetve aranyozott és ezüstözött rézből.
Az antependium díszítő elemei Krisztus életének jelenetei vagy keresztény jelképek. A legrégibb, 14. századi magyar antependiumot az esztergomi Keresztény Múzeumban őrzik. A Magyar Nemzeti Múzeumban 17. századi úrihímzéses antependiumok vannak.